# إيمان باصفا
إيمان باصفا (بالفارسية: ایمان باصفا)؛ (من مواليد 3 يناير 1992) هو لاعب كرة قدم إيراني محترف يلعب في خط الوسط.

## روابط خارجية
- إيمان باصفا على موقع قاعدة بيانات كرة القدم.إي يو (الإنجليزية)
- إيمان باصفا على موقع Soccerway.com (الإنجليزية)
- إيمان باصفا على موقع عالم كرة القدم.نت (الإنجليزية)